# Lac Fern Ridge
Pour les articles homonymes, voir Lac Ridge.
Le lac Fern Ridge (en anglais : Fern Ridge Lake) est un lac de barrage américain dans le comté de Lane, en Oregon. Il est situé à 115 m d'altitude à l'ouest d'Eugene.